# Han Chae-young
Dans ce nom coréen, le nom de famille, Han, précède le nom personnel.
Dans ce nom coréen, le nom de famille, Kim, précède le nom personnel.
Han Chae-young (en coréen : 한채영), née Kim Ji-young (김지영) , est une actrice sud-coréenne, née le 13 septembre 1980 à Daegu.

## Filmographie

### Films
| Année | Titre                  | Rôle        |
| ----- | ---------------------- | ----------- |
| 2000  | The Record             | Eun-mi      |
| 2002  | Bet on My Disco        | Bong-ja     |
| 2003  | Wild Card              | Kang Na-na  |
| 2007  | Love Now               | So-yeo      |
| 2009  | Good Morning President | Kim Yi-yeon |
| 2009  | Girlfriends            | Jin         |
| 2010  | The Influence          | J           |
| 2011  | A Big Deal             |             |
| 2016  | The Guest              |             |

### Séries télévisées
| Année | Titre                                | Rôle                        | Chaîne     |
| ----- | ------------------------------------ | --------------------------- | ---------- |
| 2000  | Autumn in My Heart                   | Choi/Yoon Shin-ae           | KBS2       |
| 2001  | Father and Son                       | Kang-ja                     | SBS        |
| 2002  | Affection                            | Yoo Hae-mi                  | SBS        |
| 2004  | Beijing My Love                      | Jung Yeon-seok              | KBS2       |
| 2005  | Sassy Girl Chun-hyang                | Sung Chun-hyang             | KBS2       |
| 2005  | Only You                             | Cha Eun-jae                 | SBS        |
| 2005  | My Girl                              | Choi Han-na (caméo, ep. 16) | SBS        |
| 2006  | Fireworks                            | Shin Na-ra                  | MBC        |
| 2009  | Boys Over Flowers                    | Min Seo-hyun (guest)        | KBS2       |
| 2010  | A Man Called God                     | Jin Bo-bae                  | MBC        |
| 2012  | Unbeatable                           | Lin Wei Wei                 | ZJTV       |
| 2013  | My Love from the Star                | caméo                       | SBS        |
| 2013  | Ad Genius Lee Tae-baek               | Go Ah-ri                    | KBS2       |
| 2013  | Pretty Man                           | Hong Yoo-ra                 | KBS2       |
| 2015  | 1931 Love Story                      | 尚婉婷                      | LeTV       |
| 2016  | The Rebirth of a Celebrity Superstar |                             | Tencent TV |

## Variétés
| Année | Titre              | Rôle           | Chaîne | Note                  |
| ----- | ------------------ | -------------- | ------ | --------------------- |
| 2016  | Sister's Slam Dunk | Han Chae Young | KBS2   |                       |
| 2017  | Knowing Bros       | Han Chae Young | JTBC   | Episode 82 avec Minzy |
| 2017  | Wizard of nowhere  | Han Chae Young | MBC    | Episode 10 - présent  |

## Théâtre
| Année     | Titre         | Rôle       |
| --------- | ------------- | ---------- |
| 2007-2008 | Clumsy People | Yoo Hwa-yi |